# Gregorio Morales
Pour les articles homonymes, voir Morales.
Gregorio Morales Villena, né le 7 juillet 1952 à Grenade (Espagne) où il est mort le 22 juin 2015, est un poète, écrivain et essayiste espagnol, représentant du mouvement littéraire appelé « Esthétique quantique » (ou Estética cuántica), qui essaie d'aborder la littérature depuis la perspective de sciences telles que la physique des particules, l'astronomie ou la psychologie de Carl Gustav Jung.

## Biographie
Son enfance est marquée par l'assassinat de son grand-père, maire d'une village de Grenade, pendant la Guerre civile espagnole, des mains des forces franquistes. Il écrit ses premières nouvelles avant même d'avoir dix ans. Il étudie Philologie romane à l'Université de Grenade.
En 1992, il part vivre à Madrid, où il fonde et dirige au Círculo de Bellas Artes la Tertulia de creadores, où interviennent les plus illustres membres de la movida madrileña, ou post-modernisme espagnol. Il publie cette même année Y Hesperia fue hecha.
En 1989, il publie La Cuarta locura, où Antonio Muñoz Molina écrit en quatrième page de couverture qu'« il ne peut pas être lu impunément. »

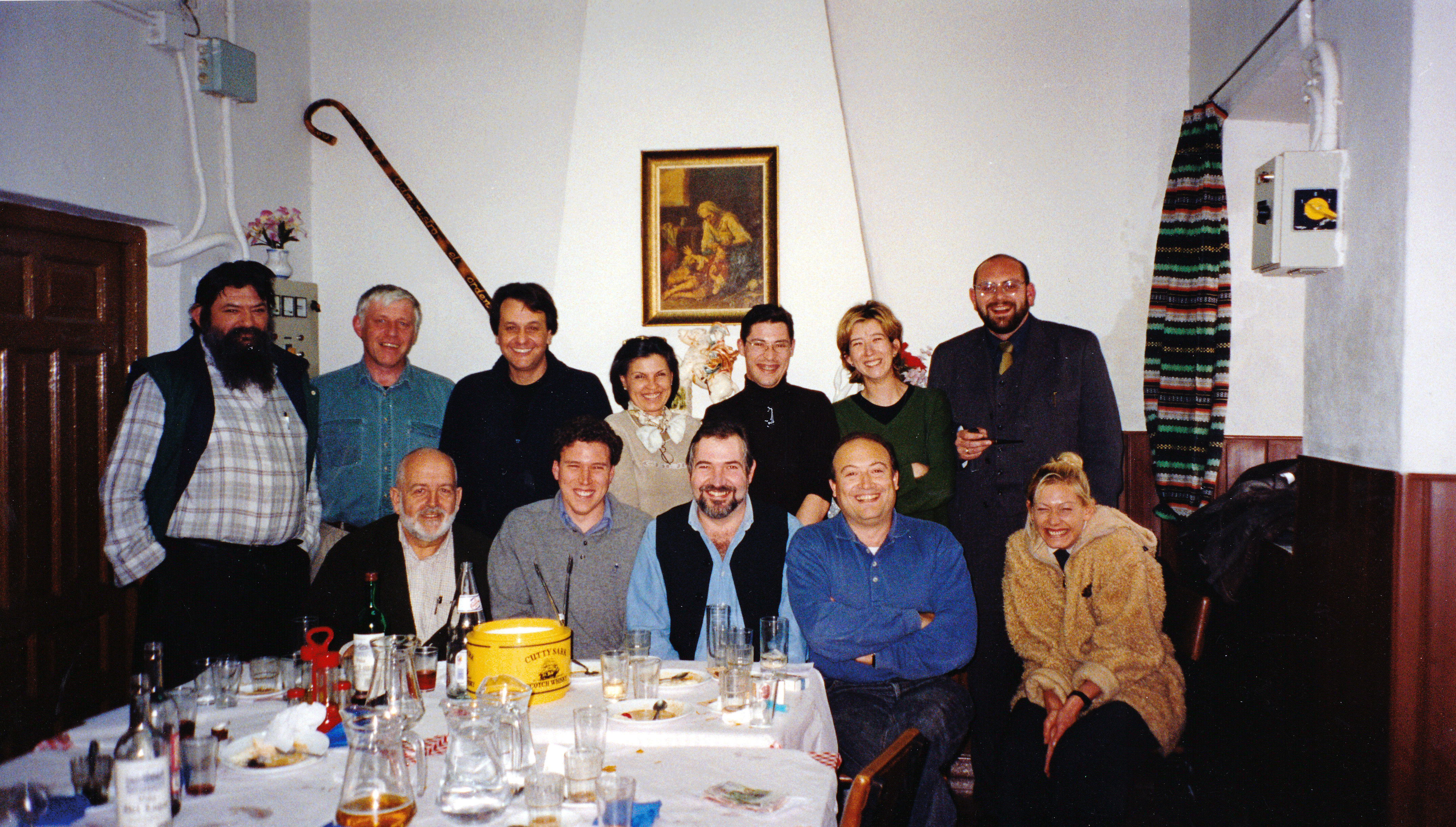
Le « Grupo de Estética Cuántica » le jour de la signature du manifeste en février 1999. De gauche à droite, en haut : Agustín Ruiz de Almodóvar, Luc Schokkelé, Xaverio, Angelina Torné, Andrés Monteagudo, Marita Caro, Miguel Ángel Contreras. En bas : José Palacios, Francisco Plata, Joan Nicolau, Gregorio Morales, Susanna Majorck.

L'ingérence du pouvoir dans la culture de la transition espagnole le pousse à fonder, avec Antonio Enrique en 1994 le Salón de Independientes, qu'il préside, et duquel seront membres 60 écrivains. La plupart de ses membres défendent une esthétique nouvelle, qu'ils appellent Estética cuántica, ou Esthétique quantique. Le livre El cadáver de Balzac que Morales publie en 1998 en est le manifeste, et un an plus tard est créé le Grupo de Estética Cuántica.
Gregorio Morales est membre de numéro de l'Académie des Bonnes Lettres de Grenade et est chroniqueur pour le journal Ideal de Grenade. Il milite pour la Gauche républicaine.
Gregorio Morales meurt soudainement dans sa demeure de Grenade en juin 2015, probablement d'une crise cardiaque.

## Analyse de l'œuvre
Au début des années 2000, Morales publie quelques-uns de ces romans les plus emblématiques, tels que La individuación, Puerta del Sol ou Nómadas del tiempo, tandis qu'une polémique naît autour de l'« Esthétique quantique ». Dans Puerta del Sol, Morales étudie l'amour et la violence au travers d'un sujet où le protagoniste enfant fait face à l'assassin qu'il sera une fois adulte, et celui-ci à l'enfant qu'il a été, dans une troublante simultanéité de temps et d'espace. Dans Nómadas del tiempo, il traite de nouveau ces thèmes, mais il se demande si l'amour est nécessairement uni à l'âge et au temps ; pour lui, il fait voyager deux personnes dans des dimensions parallèles, où ils changent d'âge et de circonstances.
L'Esthétique quantique se différencie de la science-fiction en ceci que celle-ci insiste sur la technologie ou les réalités différentes, tandis que ce qu'étudient les auteurs tels que Gregorio Morales, c'est la connaissance de l'être humain. Cela ne signifie pourtant pas qu'il ne montre pas de mondes virtuels, comme c'est le cas avec Ptawardya, dans Nómadas del tiempo.
Gregorio Morales se sert également de l'essai pour plaider pour l'Esthétique quantique. Son œuvre fondamentale est dans ce sens El cadáver de Balzac, où, bien que respectant le grand romancier français, il censure son affaiblie imitation et soutient un nouveau paradigme qui ouvre le mystère au lecteur et le fait cohabiter avec lui. Ce livre est à la base de la fondation de l'Esthétique quantique, qui s'étend internationalement, jusqu'à se qu'apparaisse aux États-Unis le livre The World of Quantum Culture (2002), dont le premier chapitre, Overcoming the Limit Sindrome, est l'œuvre de Gregorio Morales.
Dans Principio de incertidumbre (2003) et La isla del loco (2005), l'auteur approfondit et étend les idées contenues dans El cadáver de Balzac.
Dans la pièce de théâtre Marilyn no es Monroe (2011), l'auteur façonne ce qu'il appelle la « biographie quantique » de l'actrice.
Morales écrit également des recueils de nouvelles, comme El devorador de sombras (2000).
De manière générale, Gregorio Morales essaie de cultiver les genres qui transgressent les limites de la vie quotidienne. Pour cela, aux côtés de la science et de la terreur, l'érotisme constitue une autre de ses constantes. Il est l'auteur de El juego del viento y la luna (1998), la seule anthologie érotique universelle existant en espagnol, ainsi que le recueil de nouvelles Por amor al deseo. Historia del erotismo (2006).

## Œuvres
- Y Hesperia fue hecha[B 1] (1982)
- Puntos de vista[B 11] (1985)
- Razón de amor (1987)
- La cuarta locura[B 2] (1989)
- Erótica sagrada[B 12] (1989)
- Cuentos de terror (Plusieurs auteurs, 1989)
- El amor ausente[B 13] (1990)
- El pecado del adivino[B 14] (1992)
- El cadáver de Balzac[B 3] (1998)
- El juego del viento y la luna. Antología de la literatura erótica (1998/1999)
- Ella. Él[B 15] (1999)
- El devorador de sombras (relatos de suspense y terror)[B 9] (2000)
- Puerta del Sol[B 5] (2002)
- El mundo de la cultura cuántica[B 16] (2003)
- La individuación[B 4] (2003)
- Principio de incertidumbre[B 7] (2003)
- Canto cuántico[B 17] (2003)
- Nómadas del tiempo[B 6] (2005)
- La isla del loco. Escritos sobre arte[B 8] (2005)
- Quixote Erótico (El erotismo en el Quijote)[B 18] (2005)
- El gigante de cristal. Textos sobre Granada[B 19] (2005)
- Por amor al deseo. Historia del erotismo[B 10] (2006)
- Sagradas palabras obscenas[B 20] (2009)
- Marilyn no es Monroe (2011)
- Todo es poesía en Granada. Panorama poético (2000-2015) (anthologie rassemblée par José Martín de Vayas, Grenade, Esdrújula Ediciones, 2015)